# شیر جو دوسر
شیر جو دوسر (انگلیسی: Oat milk) یک شیر گیاهی است که از غلات کامل جو دوسر با استخراج مواد گیاهی با آب به دست می‌آید.